# Штухец, Илка
И́лка Шту́хец (словен. Ilka Štuhec; 26 октября 1990) — словенская горнолыжница, двукратная чемпионка мира в скоростном спуске (2017 и 2019), многократная победительница этапов Кубка мира, участница Олимпийских игр 2014 и 2022 годов. Специализируется в скоростных дисциплинах и комбинации.

## Карьера
В международных стартах под эгидой FIS Илка Штухец дебютировала в конце 2005 года в Италии.
В 2007 году на чемпионате мира среди юниоров в австрийском Флахау завоевала золото в слаломе и в комбинации (которая не проводилась как отдельная гонка) и в конце сезона 2006/07 дебютировала в Кубке мира на этапе в швейцарском Ленцерхайде, где не смогла завершить первую слаломную попытку.
В следующем сезоне третий раз в карьере стала чемпионкой мира среди юниоров, выиграв в испанском Формигале скоростной спуск. Несколько раз принимала участие в стартах мирового кубка, но в основном выступала в континентальном европейском кубке, но при этом 8 марта 2008 года заняла 22-е место в скоростном спуске в Кран-Монтане, завоевав первые очки Кубка мира.

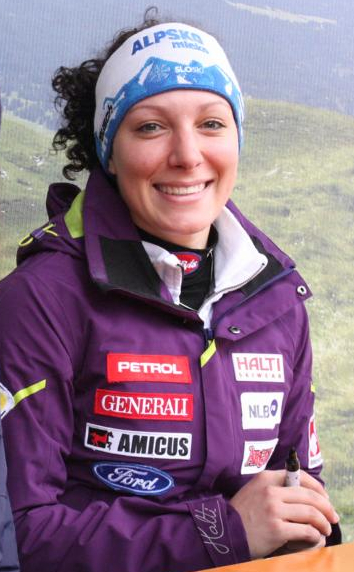
2013 год

На чемпионатах мира дебютировала в 2013 году в австрийском Шладминге. В первой же своей гонке замкнула шестёрку сильнейших в супергиганте, уступив меньше секунд соотечественнице Тине Мазе.
В 2014 году принимала участие в сочинской Олимпиаде. Штухец стартовала в четырёх видах программы (за исключением слалома) и лучший результат (10-е место) показала в скоростном спуске.
Впервые на подиум этапа Кубка мира попала в начале декабря 2016 года, выиграв скоростной спуск на этапе в канадском Лейк Луизе, а через день повторив этот успех. Также двойную победу одержана на этапе во французском Валь-д’Изере, выиграв скоростной спуск и комбинацию. Всего за сезон 2016/17 Илка одержала семь побед, 13 раз поднявшись на призовой подиум. Словенка заняла второе место в общем зачёте после Микаэлы Шиффрин, выиграла зачёты скоростного спуска и комбинации и стала второй в зачёте супергиганта после Тины Вайратер.
На чемпионате мира 2017 года Штухец выиграла золото в скоростном спуске, опередив австрийку Штефани Фенир и американку Линдси Вонн. В октябре 2017 года получила травму левого колена, из-за которого полностью пропустила сезон 2017/18, в том числе Олимпийские игры 2018 года.
На чемпионате мира 2019 года в Оре Штухец вновь стала первой в скоростном спуске.
После 2019 года результаты Штухец снизились. На чемпионате мира 2021 года заняла 14-е место в скоростном спуске и 25-е место в супергиганте. На Олимпийских играх 2022 года заняла 22-е место в скоростном спуске.
17 декабря 2022 года Штухец заняла второе место в скоростном спуске в Санкт-Морице, попав в тройку призёров на этапе Кубка мира впервые с января 2019 года. 21 января 2023 года Штухец выиграла скоростной спуск в Кортине-д’Ампеццо, одержав победу на этапе Кубка мира впервые с декабря 2018 года. Это была 10-я победа Штухец на этапах Кубка мира. 15 марта 2023 года выиграла скоростной спуск на финальном этапе Кубка мира в Сольдеу.
В сезоне 2023/24 всего два раза попадала в топ-5 лучших на этапах Кубка мира: 16 декабря 2023 года Штухец стала пятой в скоростном спуске в Валь-д’Изере, а 23 марта 2024 года стала второй в скоростном спуске в Зальбахе. Штухец заняла 29-е место в общем зачёте Кубка мира и 8-е место в зачёте скоростного спуска.

## Результаты на крупнейших соревнованиях

### Чемпионаты мира
| Чемпионат мира         | Скоростной спуск | Супергигант | Гигантский слалом | Слалом | Комбинация | Команды | Паралл. гигантский слалом |
| ---------------------- | ---------------- | ----------- | ----------------- | ------ | ---------- | ------- | ------------------------- |
| 2013 Шладминг          | 19               | 6           | 32                | —      | DNF SL     | —       | н/д                       |
| 2015 Вейл/Бивер-Крик   | 20               | 17          | 25                | —      | 7          | —       | н/д                       |
| 2017 Санкт-Мориц       | 1                | 11          | DNF2              | —      | DNF SL     | —       | н/д                       |
| 2019 Оре               | 1                | 8           | —                 | —      | 10         | —       | н/д                       |
| 2021 Кортина-д’Ампеццо | 14               | 25          | —                 | —      | —          | —       | —                         |
| 2023 Мерибель          | 6                | 12          | —                 | —      | DNS SL     | —       | —                         |
| 2025 Зальбах           | 11               | 22          | —                 | —      | 9          | —       | н/д                       |

### Кубок мира

#### Завоёванные хрустальные глобусы
- Скоростной спуск — 2016/17
- Комбинация — 2016/17

#### Победы на этапах Кубка мира (11)
| №  | Сезон   | Дата        | Место             | Дисциплина           |
| -- | ------- | ----------- | ----------------- | -------------------- |
| 1  | 2016/17 | 2 дек 2016  | Лейк Луиз         | Скоростной спуск     |
| 2  | 2016/17 | 3 дек 2016  | Лейк Луиз         | Скоростной спуск (2) |
| 3  | 2016/17 | 16 дек 2016 | Валь-д’Изер       | Комбинация           |
| 4  | 2016/17 | 17 дек 2016 | Валь-д’Изер       | Скоростной спуск (3) |
| 5  | 2016/17 | 29 янв 2017 | Кортина-д’Ампеццо | Супергигант          |
| 6  | 2016/17 | 25 фев 2017 | Кран-Монтана      | Супергигант (2)      |
| 7  | 2016/17 | 15 мар 2017 | Аспен             | Скоростной спуск (4) |
| 8  | 2018/19 | 18 дек 2018 | Валь-Гардена      | Скоростной спуск (5) |
| 9  | 2018/19 | 19 дек 2018 | Валь-Гардена      | Супергигант (3)      |
| 10 | 2022/23 | 21 янв 2023 | Кортина-д’Ампеццо | Скоростной спуск (6) |
| 11 | 2022/23 | 15 мар 2023 | Сольдеу           | Скоростной спуск (7) |